# Цыруль, Эдуард Дмитриевич
Эдуард Дмитриевич Цыруль (укр. Едуард Дмитрович Цируль; 31 августа 1954, Вербовое[уточнить] — 20 ноября 2009, Харьков) — советский, украинский хоккеист, защитник. Тренер.

## Биография
Начинал играть в клубах второй лиги из РСФСР «Нефтяник» Ухта (1972/73 — 1973/74, 1975/76), «Спутник» Альметьевск (1974/75), «Прогресс» Глазов (1976/77 — 1980/81). Шесть сезонов (1980/81 — 1985/86) провёл в «Динамо» Харьков, с которым а 1981 году вышел в первую лигу. В сезонах 1990/91 — 1991/92 — главный тренер команды. Игрок клуба чемпионата Украины «Юпитер» Харьков (1992/93).
Главный тренер российского клуба «Молот» Пермь (1996/97, с 10 декабря). Игрок (2001/02 — 2002/03) и главный тренер клуба «Барвинок» Харьков. В сезоне 2004/05, с января — главный тренер клуба российской высшей лиги «Белгород», затем — тренер в СДЮСШОР клуба.
Скончался 20 ноября 2009 года в Харькове в возрасте 56 лет году после продолжительной болезни — рака.
Сын Дмитрий (род. 1979) также хоккеист.